# 范希贤
范希贤（1917年11月—），曾用名范喜贤，男，福建永定人，中华人民共和国政治人物，曾任广东省革命委员会副主任，广东省人民政府副省长，广东省人大常委会副主任。